# Body (Loud Luxury)
Body is een nummer van het Canadese dj-duo Loud Luxury uit 2018, ingezongen door de Amerikaanse zanger Brando.
Body haalde de 3e positie in Canada, terwijl het in de Amerikaanse Billboard Hot 100 slechts de 80e positie behaalde. Overigens werd het nummer vooral in Europa en Oceanië een heel grote hit. In het Nederlandse taalgebied werd het een bescheiden hitje. In de Nederlandse Top 40 werd de 14e positie gehaald, en in de Vlaamse Ultratop 50 de 29e.